# Organització Corporativa Nacional
L'Organització Corporativa Nacional va ser un sindicat vertical espanyol creat pel dictador Miguel Primo de Rivera en 1926 i implantat per l'aleshores ministres de treball, el català Eduard Aunós Pérez, per tal d'aglutinar a les forces productives, treballadors i empresaris, en una sola organització superadora de la lluita de classes.
La seva estructura era piramidal, i el seu funcionament jeràrquic amb comitès paritaris d'obrers i empresaris que havien de resoldre conjuntament els conflictes laborals.
La tímida participació primer de la Unió General de Treballadors, que l'abandonaria més tard, i la negativa de la Confederació Nacional del Treball (CNT) anarquista a participar-ne, van suposar un fracàs que acceleraria la creació de l'organització clandestina Federació Anarquista Ibèrica (FAI), responsable d'alguns dels atemptats de l'època.